# J. Posadas
Homero Rómulo Cristalli Frasnelli (1912-14 de mayo de 1981), más conocido como J. Posadas (también referido erróneamente como Juan Posadas por aquellos ajenos a su corriente política) fue un dirigente trotskista argentino, siendo el fundador y principal teórico de la corriente trotskista conocida como «posadismo». Por el contenido de algunas de sus teorías ha llegado a ser catalogado como «el dirigente marxista más enigmático y extraño del siglo pasado [XX]».

## Biografía
Homero Cristali, tal su nombre real, alcanzó una visión personal del socialismo que se conoce como posadismo. Antes de destacarse como dirigente del Partido Socialista Obrero fue jugador de fútbol de Estudiantes de La Plata y zapatero.
Nació en la Argentina en 1912. Luego de cumplir los veinte años comenzó a desempeñarse como obrero del calzado en Córdoba. Desde 1930 era miembro del Sindicato del Calzado de Córdoba. También militó en las juventudes socialistas, de dónde fue expulsado. Tras pasar por varios partidos, en 1939 termina en el Grupo Obrero Revolucionario, dirigido por Liborio Justo, principal introductor del trotskismo en Argentina. En 1941 participa en el comité de unificación de los grupos trotskistas argentinos, del cual nacería el Partido Obrero de la Revolución Socialista, del cual fue nombrado secretario de acción gremial. Ese mismo año, el PORS ingresaría en la IV Internacional, de ideología trotskista. Durante los enfrentamientos internos que llevaron a la disolución de la IV Internacional en 1953, Posadas y los suyos se posicionaron con el Secretariado Unificado de la IV Internacional del griego Michalis F. Raptis, alias Michel Pablo, en el cual se integrarían. La mayoría en el ISFI puso mayor énfasis en el desarrollo de la actividad en Europa. Sin embargo, Posadas y Pablo desarrollaron diferentes reacciones a la división en el marxismo-leninismo. Posadas tendía hacia Mao Zedong, mientras que Pablo estaba más cerca de Nikita Khrushchev y Josip Broz Tito.
Siguiendo las directrices de Pablo, los posadistas llevaron a cabo una política de acercamiento a los sindicatos peronistas para intentar ganar apoyo popular. Después de Argentina, el país donde más fuerza tenía el movimiento posadista era en Cuba, donde lucharon junto a Fidel Castro, Camilo Cienfuegos y el Che Guevara en la Revolución Cubana, la cual logró derrocar al dictador Fulgencio Batista en 1959, sólo dos años después, en 1961, el posadismo se pronunció contra el gobierno de Fidel Castro. En 1970 el posadismo formó su propia Cuarta Internacional conocida como la Cuarta Internacional Posadista.
En 1962 Posadas rompió con el Secretariado Unificado de la IV Internacional Su principal desavenencia tenía que ver con su visión sobre la guerra nuclear. A fines de 1973, su nombre fue incluido en una lista entre las potenciales víctimas de la Triple A[cita requerida]
En enero de 1974, pocos días después del frustrado asalto del ERP a un regimiento en la ciudad de Azul, el presidente Perón se reunió con diputados de la Juventud Peronista. En ese diálogo Perón mencionó a Posadas:

"Diputado: Entendemos que, precisamente, la intención de estos sectores es especular con un clima de violencia, en crear una actitud del Estado, que estos sectores califican arbitrariamente de represiva y es, precisamente, el caldo de cultivo político en el cual se desarrolla su planteo político. 
Hemos conocido durante años, a través de un enfrentamiento de la dictadura, cuál es la política del ERP, el autodenominado Ejército Revolucionario del Pueblo. Sabemos que su política crece y se desarrolla en un ambiente de violencia".

"Perón. - No, está totalmente equivocado. Yo a eso lo he conocido "naranjo", cuando se gestó ese movimiento, que no es argentino. Ese movimiento se dirige desde Francia, precisamente, desde París, y la persona que lo gobierna se llama Posadas, de seudónimo. El nombre verdadero es italiano. Los he conocido "naranjo", como dice el cuento del cura. Sé qué persiguen y lo que buscan. De manera que en ese sentido a mí no me van a engañar, porque, como les digo, los conozco profundamente.".
Entrevista con diputados peronistas opuestos a las reformas al Código Penal. Residencia de Olivos. Enero de 1974

## Pensamiento

### Guerra nuclear
Una de las posiciones más conocidas de J. Posadas fue su entusiasmo por la guerra nuclear. Más precisamente, en el apogeo de la Guerra Fría, Posadas pensó que la guerra nuclear era inevitable. Su idea era que, en lugar de esperar a las fuerzas del capitalismo, los estados socialistas con armas nucleares deberían lanzar un ataque preventivo que destruiría las capacidades nucleares de los países capitalistas. Además, creía que este tipo de catástrofe podría desencadenar la revolución mundial.
Posadas se opuso vocalmente al Tratado de prohibición parcial de ensayos nucleares firmado en 1963 por los Estados Unidos, la Unión Soviética y el Reino Unido, creyendo que una guerra nuclear entre los Estados Unidos y Rusia era inevitable y deseable, y crearía las condiciones para el socialismo, con los "Estados obreros" que ganan y restablecen la sociedad.

### Ufología
Posadas fue autor de una serie de obras con una inclinación no convencional y hacia el final de su vida trató de crear una síntesis del trotskismo y la ufología. Su tesis más destacada desde esta perspectiva fue el folleto de 1968 Platillos voladores, el proceso de la materia y la energía, la ciencia, la lucha revolucionaria y de la clase trabajadora y el futuro socialista de la humanidad que expuso muchas de las ideas asociadas hoy con el posadismo. Aquí, Posadas afirma que si bien no hay pruebas de vida inteligente en el universo, la ciencia de la época hace que su existencia sea probable. Además, afirma que cualquier extraterrestre que visite la Tierra en platillos voladores debe provenir de una civilización avanzada social y científicamente para dominar los viajes interplanetarios, y que tal civilización solo podría haber surgido en un mundo poscapitalista.
Al creer que los extraterrestres visitantes son naturalmente no violentos, quienes solo están aquí para observar, Posadas argumenta que los humanos deben pedirles que intervengan para resolver los problemas de la Tierra, a saber, "para suprimir la pobreza, el hambre, el desempleo y la guerra, para darles a todos los medios para vivir con dignidad y sentar las bases de la fraternidad humana ". Los medios para lograr este fin permanecieron dentro de la corriente principal trotskista e incluyeron terminar con el capitalismo, así como con la burocracia de los estados obreros y establecer una sociedad socialista.
A pesar de que Posadas nunca publicó nada sobre el tema después de 1968, la ufología se convirtió en una parte importante del posadismo. Después de su muerte en 1981, algunos posadistas continuaron explorando el tema, especialmente Dante Minazzoli y Paul Schulz. Otros, sin embargo, se han distanciado de las nociones más extravagantes y han afirmado que el interés de Posadas en la vida extraterrestre era un punto marginal que se desvaneció de proporciones.

## Obras de J. Posadas
- El Manifiesto de la Conferencia de Abril (1962)
- De la revolución nacionalista al Estado obrero (1966)
- Estado obrero y sociedad socialista (1969)
- El Estado revolucionario (1969)
- Argentina: La lucha de clases interior en el peronismo, la construcción de la izquierda y la función de los sindicatos en el curso nacionalista y proletario en Argentina (1974)
- La regeneración parcial de los Estados obreros (1975)
- La función de la Cuarta Internacional Posadista (1975)
- El marxismo, único intérprete de esta fase de la historia (1976)
- La crisis del capitalismo, la guerra y el socialismo (1978)